# Cytheromorpha eskerensis
Cytheromorpha eskerensis är en kräftdjursart som beskrevs av Brouwers 1990. Cytheromorpha eskerensis ingår i släktet Cytheromorpha och familjen Loxoconchidae. Inga underarter finns listade i Catalogue of Life.